# Mangrova palma
Mangrova palma (lat. Nypa), jedini rod s jednom vrstom koji čine potporodicu Nypoideae u porodici palmovki (Arecaceae). N. fruticans raširena je po tropskim krajevima Azije, Oceanije, Afrike i Amerike.
Svojim deblom Nypa podsjeća na mangrove pa se naziva i mangrova palma.

## Opis
Nypa fruticans je velika, zimzelena palma promjera do 45 cm. Njezina se stabljika grana u razmacima i oblikuje pojedinačne nakupine velikih, uspravnih listova od kojih svaki može biti dugačak do 6 metara.

## Uporaba
Vrlo je cijenjena kao izvor hrane i materijala za lokalno stanovništvo. Pruža jestivo sjeme i sok plus izvrstan materijal za pokrivanje slamom. Često se uzgaja na malim plantažama radi opskrbe hranom i materijalima, a također se široko sadi duž močvarnih obala, često s mangrovama, kako bi se zaštitila obala od erozije.

## Rasprostranjenost
Nypa fruticans je široko rasprostranjena ali postoje neke lokalizirane prijetnje ovoj vrsti od gubitka staništa. Biljka je klasificirana kao 'najmanje zabrinjavajuća' na Crvenom popisu ugroženih vrsta IUCN-a (2013.)
Rasprostranjenost: Istočna Azija - Indija, Šri Lanka, Bangladeš, Mjanmar, južna Kina (Hainan), kroz jugoistočnu Aziju do Nove Gvineje, Solomonskih otoka i sjeverne Australije.

## Stanište
Mangrove močvare, plimna područja u dubokom blatu u močvarnim obalnim nizinskim područjima. Raste u vodi ili mjestima koja su podložna plimnim plavljenjima.

## Jestivost
Sjeme se jede sirovo, ubrano dok su plodovi nezreli, sjeme ima izvrstan kremasti okus. Bijeli endosperm nezrelih sjemenki je sladak i želeast, a konzumira se kao međuobrok. Zrele sjemenke se ponekad jedu, ali su vrlo tvrde.
Iz cvata se dobiva šećerni sok. Koristi se uglavnom za izradu alkoholnih pića, ali i za izradu sirupa, šećera i octa. Cvat se kuha kako bi se dobio energetski slatkiš.

## Ljekovitost
Različiti dijelovi nipa palme izvor su tradicionalnih lijekova (npr. sok od mladih izdanaka koristi se protiv herpesa, pepeo spaljenog materijala nipe protiv zubobolje i glavobolje). Biljka (dio nije naveden) koristi se kao lijek za ugrize stonoga i kao lijek za čireve.

## Ostale namjene
Lišće je izvrstan materijal za izradu slame i košara. Također se mogu utkati u zidove. Jake lisne peteljke imaju mnoge strukturne namjene. Od njih se također prave strijele. Lišće može sadržavati do 10% tanina.